# Aliança Vinhos de Portugal
Aliança Vinhos de Portugal é uma vinícola portuguesa fundada em 1927 por 11 associados liderados por Domingos Silva e Ângelo Neves, na cidade de Sangalhos. Em 2007 o controle da empresa foi comprado por José Berardo e passou a pertencer ao grupo Bacalhôa Vinhos de Portugal. No mesmo local é possível visitar uma das coleções de José Berardo, esbelta, com artefactos de tribos africanas, artesanato de Bordalo Pinheiro, vários exemplares únicos de minerais e rochas, entre outros.

## Regiões de produção
A Aliança produz atualmente nas regiões do Alentejo, Douro, Dão, Bairrada e Beiras. 